# Fernando Pereira (sportowiec)
Fernando Pereira (ur. 25 października 1954) – portugalski niepełnosprawny sportowiec, uprawiające boccię. Srebrny medalista paraolimpijski z Pekinu w 2008 roku.

## Medale Igrzysk Paraolimpijskich

### 2008
- – Boccia – pary – BC4